# Ernst Lohagen

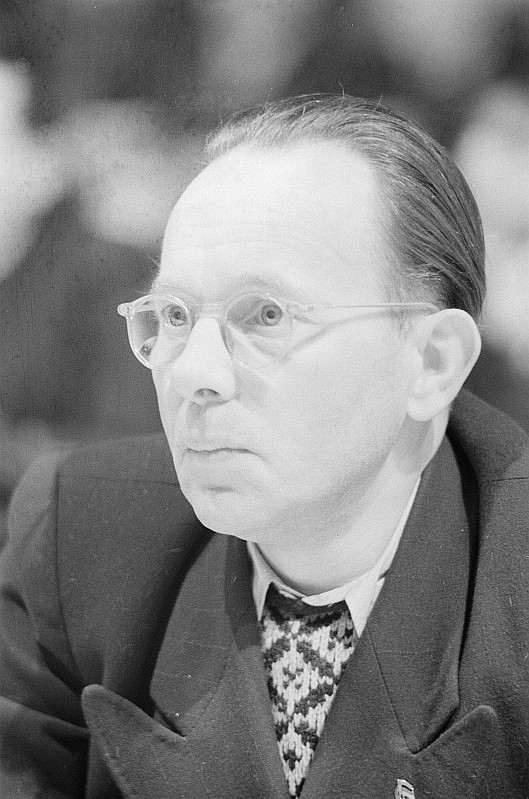
Ernst Lohagen 1951

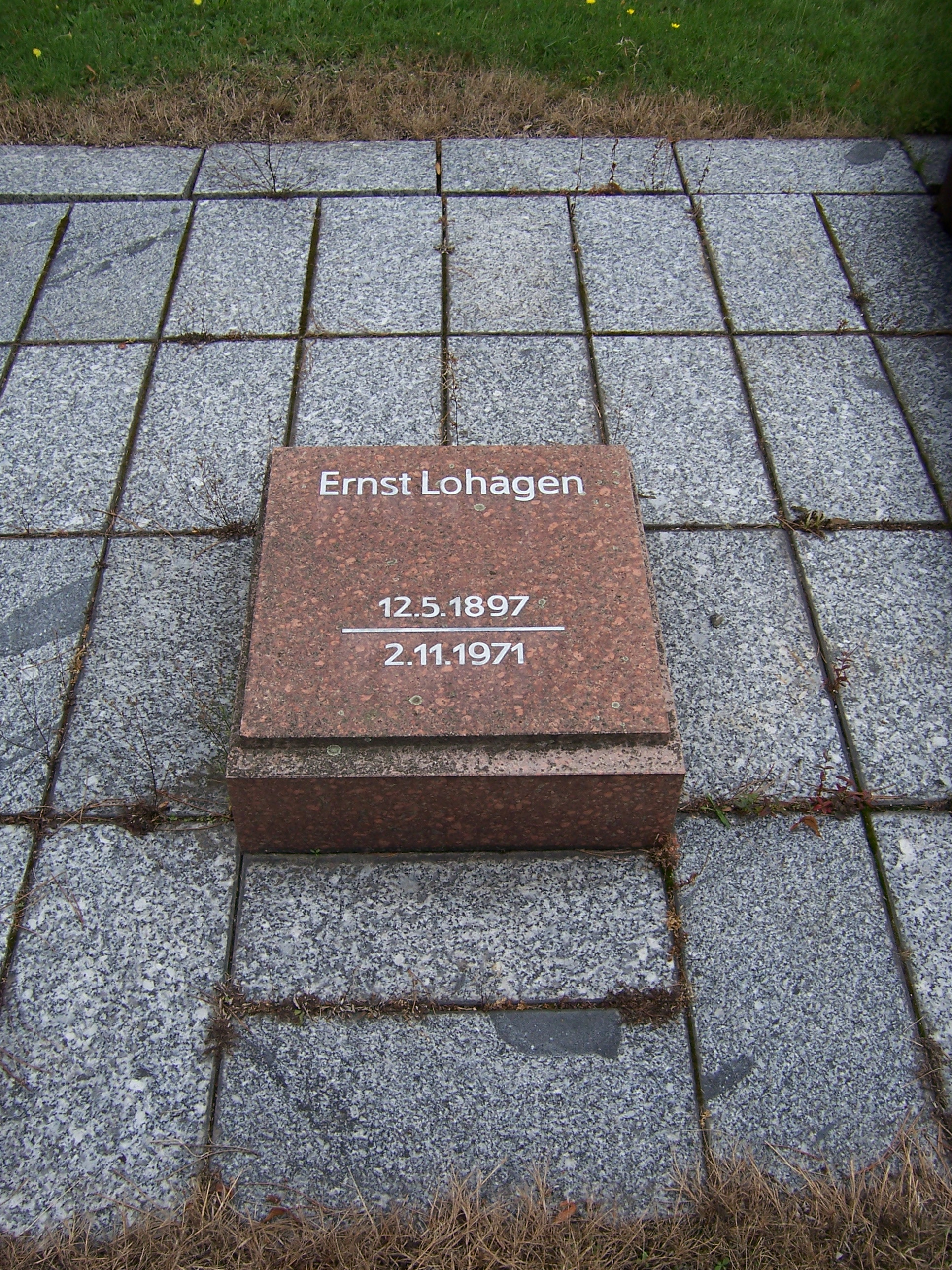
Ernst Lohagens Grab auf dem Ehrenhain des Leipziger Südfriedhofs

Ernst Lohagen (* 12. Mai 1897 in Elberfeld; † 2. November 1971 in Bad Saarow) war ein deutscher Politiker (KPD, SED).

## Leben und Wirken
Ernst Lohagen wurde als Sohn eines Webers geboren. Nach dem Besuch der Volksschule arbeitete er von 1909 bis 1912 als Laufbursche, danach als Hilfsarbeiter. Seit 1911 engagierte er sich in der Sozialistischen Arbeiterjugend. Ab 1917 gehörte er dem Spartakusbund an.
Nach dem Ersten Weltkrieg trat Lohagen in die Kommunistische Partei Deutschlands (KPD) ein. Während der Weimarer Republik nahm er als hauptberuflicher politischer Funktionär eine Reihe politischer Ämter für seine Partei wahr. 1919 war er der Organisationsleiter des Kommunistischen Jugendverbandes (KJVD) für Rheinland-Westfalen; 1920 gehörte er der Kampfleitung der Roten Ruhrarmee an. Von 1924/25 bis etwa 1931 war Lohagen der führende Kopf der KPD im Bezirk Hessen-Waldeck. Seit 1926 gehörte er dem Stadtrat von Kassel und bald darauf auch dem hessischen Kommunallandtag und Provinziallandtag an. Von 1930 bis 1932 gehörte Lohagen als Abgeordneter seiner Partei für den Wahlkreis 19 (Hessen-Nassau) dem Berliner Reichstag an. Mitte 1931 wurde er als Funktionär in Kassel abgesetzt und unmittelbar darauf aller Parteiämter enthoben.
Während der nationalsozialistischen Herrschaft wurde Lohagen wiederholt verhaftet und in Konzentrationslagern und Zuchthäusern gefangen gehalten. Nach seiner ersten Verhaftung im April 1933 kam er ins Polizeigefängnis von Kassel. Vom 16. Juni 1933 bis zum 16. Oktober 1933 wurde er im KZ Breitenau inhaftiert. Danach kam er in die Konzentrationslager Börgermoor und Esterwegen. Nach einer vorübergehenden Entlassung wurde er am 23. Juli 1935 erneut verhaftet. Am 19. Januar 1938 wurde Lohagen vom Volksgerichtshof zu einer fünfzehnjährigen Zuchthausstrafe verurteilt. Im April 1945 wurde er aus dem Konzentrationslager befreit. Lohagens Ehefrau Paula Lohagen, die 1935 zusammen mit ihm verhaftet worden war, kam nach einer langen Haftzeit, die sie unter anderem in die Strafanstalt Ziegenhain und ins KZ Ravensbrück führte, 1944 im KZ Auschwitz um.
Nach dem Krieg gehörte Ernst Lohagen erneut der KPD an und wurde 1946 Mitglied in ihrem Landesvorstand in Sachsen. Nach der Zwangsvereinigung von SPD und KPD in der Sowjetischen Besatzungszone war er von April 1946 bis zum Februar 1952 Mitglied des Parteivorstandes beziehungsweise des Zentralkomitees der Sozialistischen Einheitspartei Deutschlands (SED). Von 1948 bis 1952 war Lohagen Landesvorsitzender der SED in Sachsen. Von 1946 bis 1950 war er Landtagsabgeordneter in Sachsen. Am 4. Februar 1949 trat er die Nachfolge von Wilhelm Koenen als Vorsitzender der SED-Fraktion im Landtag an. Von 1949 bis 1954 war er zudem Mitglied der Volkskammer; bis 1952 leitete er dort den Ausschuss für Haushalt und Finanzen. 1952 wurde Lohagen wegen „Unterdrückung der Kritik“ und parteischädigenden Verhaltens aus dem ZK ausgeschlossen und zu dreijährigem Bewährungseinsatz als Aufklärer ins Zwickau-Oelsnitzer Steinkohlenrevier strafversetzt. Zuvor war es seit Dezember 1951 in der Täglichen Rundschau und im Neuen Deutschland zu einer Medienkampagne gegen ihn gekommen. Von Januar 1953 bis zum September 1955 war Lohagen Leiter der Bezirksfinanzinspektion Potsdam, dann von 1955 bis 1958 Vorsitzender des Rates des Kreises Pritzwalk.
Lohagens Grab befindet sich auf dem Ehrenhain des Leipziger Südfriedhofs.